# Александровка (Окнянский район)
Алекса́ндровка (укр. Олександрівка) — село, относится к Окнянскому району Одесской области Украины.
Население по переписи 2001 года составляло 177 человек. Почтовый индекс — 67942. Телефонный код — 4861. Занимает площадь 0,69 км². Код КОАТУУ — 5123183003.

## Местный совет
67942, Одесская обл., Окнянский р-н, с. Новосамарка